# Templo de Eshmun
O Templo de Eshmun (em árabe: معبد اشمون) é um antigo local de culto religioso dedicado a Eshmun, o deus da cura fenício. Localiza-se próximo ao rio Awali, a dois quilômetros de Sidom, no sudoeste do Líbano. O sítio foi ocupado do século VII a.C. ao século VIII d.C., o que sugere uma relação integrada com a cidade vizinha. Embora tenha sido construído originalmente pelo rei sidônio Esmunazar II, durante o período aquemênida (por volta de 529-333 a.C.) para comemorar a recuperação da antiga glória e riqueza da cidade, o complexo do templo foi expandido enormemente por Bodashtart, Yatan-milk e pelos monarcas que lhes sucederam. Devido aos trabalhos de reforma e expansão realizados ao longo dos séculos, e que abrangeram períodos que alternaram independência e hegemonia estrangeira, o santuário apresenta uma rica gama de estilos e influências arquitetônicas e decorativas.
O santuário consiste de uma esplanada e um grande pátio limitado por uma imensa muralha de calcário sob um pódio monumental, sobre o qual se encontrava o templo em si, em mármore, no estilo greco-persa. Conta com uma série de tanques para purificações rituais (abluções) que eram enchidos com água desviada do rio Asclépio (atual Awali) e da fonte sagrada de "Ydll" estas instalações eram usadas para propósitos terapêuticos e purificatórios, característicos do culto de Eshmun. No sítio arqueológico do santuário foram encontrados diversos artefatos valiosos, especialmente aqueles que estão inscritos com textos fenícios e, assim, fornecem um panorama valioso da história tanto do sítio em si como da antiga Sidom.
O Templo de Eshmun entrou em declínio e foi esquecido quando o cristianismo substituiu o paganismo, e seus grandes blocos de calcário foram usados para construir outras estruturas na região. Suas ruínas foram redescobertas em 1900 por caçadores de tesouro locais, que despertaram a curiosidade de estudiosos ao redor do mundo. Maurice Dunand, um arqueólogo francês, escavou o sítio de 1963 até o início da Guerra Civil Libanesa, em 1975. Após a retirada voluntária das tropas de Israel do sul do Líbano, o sítio foi reexplorado e passou a integrar a lista de candidatos a Patrimônio Mundial da UNESCO.

## Eshmun
Eshmun era o deus fenício da cura e da renovação da vida; era uma das divindades mais importantes do panteão fenício, e a principal divindade masculina de Sidom. Originalmente uma deidade da natureza, deus da vegetação da primavera, Eshmun se tornou equivalente à divindade babilônia Tamuz. Seu papel foi expandido, posteriormente, dentro do panteão fenício, e ele ganhou atributos celestiais e cósmicos.
O mito de Esmun foi narrado pelo filósofo neoplatônico sírio Damáscio e por Fócio, Patriarca Ecumênico de Constantinopla do século IX Ambos narraram que Eshmun, um jovem natural de Beirute, estava caçando nos bosques da região quando Astarte o viu e ficou fascinada por sua beleza. Após se ver perseguido pelas investidas amorosas da deusa, ele acabou por emascular-se com um machado e morrendo. Em luto a deusa o reviveu e o transportou aos céus, onde a transformou num deus urânico.
De uma perspectiva histórica, a primeira menção escrita feita a Eshmun data de 754 a.C., data da assinatura do tratado entre o rei assírio Assurnirari V e Mati'el, rei de Arpad; Eshmun aparece no texto como padroeiro do tratado. Eshmun foi identificado como Asclépio como resultado da influência helenística sobre a Fenícia; a evidência mais antiga desta equivalência é mostrada em moedas de Amrit e Acre do século III a.C., e o fato é exemplificado pelos nomes helenizados do rio Awali (chamado de Asclépio Flúvio) e dos bosques em torno do templo, conhecidos como "bosques de Asclépio".

## História

### Contexto histórico
No século IX a.C., o rei assírio Assurnasirpal II conquistou a cadeia de montanhas do Líbano e suas cidades litorâneas. Os novos soberanos então passaram a exigir de Sidom e das outras cidades fenícias o pagamento de tributos. Estes pagamentos estimularam a procura de Sidom por novos meios de arrecadação de fundos, e estimularam a migração e expansão fenícia, que atingiu seu auge no século VIII a.C. Quando o rei assírio Sargão II morreu em 705 a.C., o rei sidônio Luli juntou forças com o Egito e o Reino de Judá numa rebelião malsucedida contra o domínio assírio, porém foi obrigado a fugir para Cítio (atual Lárnaca, no Chipre) com a chegada do exército assírio, comandado por Senaqueribe, filho e sucessor de Sargão II. Senaqueribe colocou Ittobaal no trono de Sidom e voltou a cobrar o tributo anual. Quando Abdi-Milkutti subiu ao trono, em 680, também se revoltou contra os assírios. Como resposta, o rei assírio Assaradão sitiou a cidade. Abdi-Milkutti foi capturado e decapitado em 677 a.C., após um cerco de três anos, enquanto a cidade foi destruída e renomeada Kar-Ashur-aha-iddina ("o porto de Assaradão"). Sidom perdeu seu território, que foi concedido a Baal I, rei da sua cidade rival, Tiro, cujos governantes eram vassalos leais de Assaradão. Baal I e Assaradão assinaram em 675 um tratado no qual o nome de Eshmun figura como uma das divindades invocadas como guardiãs do pacto.

### Construção
Sidom retornou ao seu nível anterior de prosperidade enquanto Tiro foi sitiada por 13 anos (586–573 a.C.) pelo rei caldeu Nabucodonosor II. Ainda assim, o rei sidônio ainda estava exilado na corte da Babilônia. Sidom conquistou sua antiga posição como principal cidade fenícia durante o período aquemênida (entre 529 e 333 a.C.). Durante este período, Xerxes I concedeu a planície de Sarom ao rei Esmunazar II, por ter utilizado a frota de Sidom durante as Guerras Greco-Persas. Esmunazar II mostrou sua nova riqueza construindo diversos templos às divindades sidônias. Inscrições encontradas no sarcófago do rei mostram que ele e sua mãe, Amashtarte, foram responsáveis diretos pela construção de diversos templos aos deuses de Sidom, incluindo o Templo de Eshmun, ao lado da "fonte de Ydll, próximo à cisterna".
Como atestam duas séries de inscrições encontradas nos alicerces da estrutura monumental, a construção do pódio do santuário não foi iniciada até o reinado do rei Bodashtart. O primeiro grupo de inscrições traz apenas o nome de Bodashtart, enquanto o segundo contém o seu nome e o do príncipe herdeiro Yatan-milk. Uma inscrição fenícia localizada a três quilômetros do tempo rio acima, e que data do 14º ano do reinado de Bodashtart, alude a obras de adução de água  partir do rio Awali (Asclépio) até a fonte "Ydll", que era utilizada para as abluções no templo.

### Declínio
O primeiro grande golpe a atingir o santuário de Eshmun foi um terremoto ocorrido no século IV a.C., que demoliu o templo de mármore existente sobre o pódio; esta estrutura nunca foi reconstruída, porém posteriormente diversas capelas e templos menores foram construídos, anexos às base deste mesmo pódio. O sítio do templo continuou a ser um ponto de peregrinação do mundo antigo até o advento do cristianismo, quando o culto de Eshmun foi banido e uma igreja cristã foi erguida sobre o local, ocupando o espaço que ia da rua romana até o pódio. Resquícios e pisos com mosaicos da igreja bizantina ainda podem ser vistos no local. Outro terremoto atingiu Sidom por volta de 570; Antonino de Placência, um peregrino cristão italiano, descreveu a cidade então como parcialmente em ruínas. Por anos após o desaparecimento do culto de Eshmun o local foi usado como pedreira, e o emir Facradim II usou seus enormes blocos para construir uma ponte sobre o rio Awali, no século XII. A partir de então, o sítio caiu em completo esquecimento.

### Redescoberta moderna

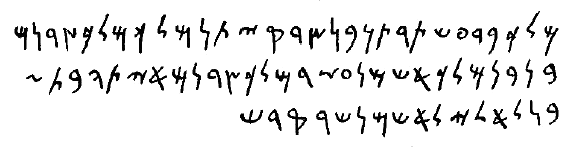
Inscrição fenícia do rei Bodashtart descoberta no pódio do Templo de Eshmun. Bustam el-Xeique, Sidom, século IV a.C.

Entre 1737 e 1742 Richard Pococke, um antropólogo inglês, excursionou o Oriente Médio e escreveu a respeito do que então acreditou serem muralhas defensivas construídas com blocos de pedra de 3,7 metros, próxima ao rio Awali. Quando o orientalista francês Ernest Renan visitou a região, em 1860, ele percebeu que os pontos de apoio da ponte sobre o Awali haviam sido construídos com blocos finamente rusticados, originários de uma estrutura maior. Também apontou, em seu relatório, Mission de Phénicie, que um caçador de tesouros local havia mencionado um grande edifício que existia perto da ponte.
Em 1900, saqueadores locais que escavavam a região do templo encontraram por acaso inscrições nas paredes do edifício. A descoberta despertou o interesse de Theodore Macridy, curator of the Museu de Constantinopla, que limparam os restos do templo entre 1901 e 1903. Wilhelm Von Landau também escavou o sítio entre 1903 e 1904. Em 1920 Gaston Contenau chefiou uma equipe de arqueólogos que estudou o complexo do templo. A primeira escavação arqueológica em grande escala que trouxe à luz os restos do Templo de Eshmun foi realizada por Maurice Dunand, entre 1963 e 1975. A evidência arqueológica mostra que o sítio foi ocupado do século VII a.C. ao VIII d.C.

### Após 1975
Durante a Guerra Civil Libanesa e a ocupação israelense do sul do Líbano, o local ficou abandonado, e acabou sendo tomado pela vegetação; recuperou sua condição anterior apenas após a retirada das tropas de Israel. Atualmente o santuário de Eshmun pode ser visitado ao longo de todo o ano, com entrada livre, a partir de uma saída da principal rodovia que serve o sul do Líbano, próxima a saída mais ao norte de Sidom. O sítio tem uma importância arqueológica especial, na medida em que é o sítio fenício mais bem preservado de todo o Líbano; foi adicionado à lista de possíveis candidatos a Patrimônio Mundial da UNESCO em 1 de julho de 1996.

## Local
Diversos textos antigos mencionam o Templo de Eshmun e sua localização. As inscrições fenícias no sarcófago do rei sidônio Esmunazar II comemoram a construção de uma "casa" para o "príncipe sagrado" Eshmun pelo rei e sua mãe, a rainha Amashtart, na "fonte de Ydll, perto da cisterna". Dionísio Periegeta, um antigo escritor de viagens grego, identificou o templo de Eshmun como estando ao lado do rio Bostreno, e Antonino de Placência, um peregrino italiano do século VI, registrou como sendo localizado ao lado do Asclépio Flúvio. Estrabão e outras fontes sidônias descrevem o santuário e as "florestas sagradas" de Asclépio que o cercavam.
Localizado a cerca de 40 quilômetros ao sul de Beirute e a dois quilômetros a nordeste de Sidom, o Templo de Eshmun se encontra na margem sul do atual rio Awali, conhecido antigamente como Bostreno ou Asclépio Flúvio. Bosques de frutas cítricas, conhecidos como Bustam el-Xeique (em árabe: بستان الشيخ, "o bosque do xeque", ocupam o local das antigas "florestas sagradas" de Asclépio, e são hoje em dia um local muito utilizado pela população local para piqueniques.

## Arquitetura e descrição

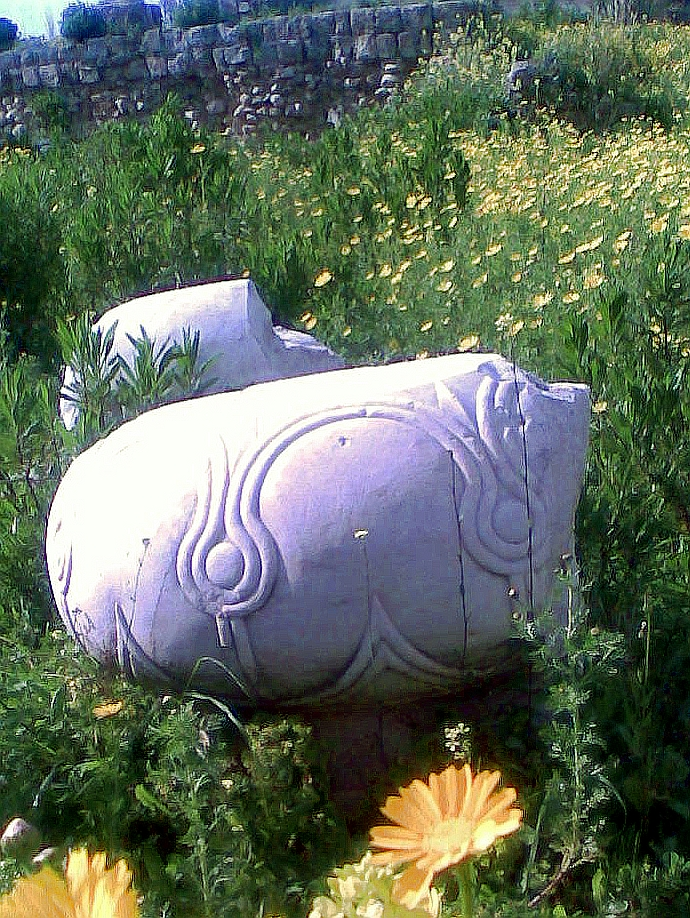
Flores próximas à base de uma coluna no estilo babilônio, em Bustam el-Xeique

Construído sob o domínio babilônio (605-359 a.C.), o monumento mais antigo do sítio é um edifício em forma de pirâmide, que lembra um zigurate e tem uma rampa de acesso que leva a uma cisterna. Fragmentos de bases de colunas de mármore com toros encontrados a leste do pódio também são atribuídas ao período babilônio.  À estrutura piramidal foi sobreposta, durante o domínio persa, um maciço pódio de silhar construído a partir de blocos de calcário com pesadas bossas, que mediam mais de três metros de largura por um de espessura. O pódio se situava a 22 metros de altura, e tinha 50 metros de comprimento até a encosta do morro, com uma fachada ampla, de 70 metros. O terraço no topo do pódio era coberto por um templo em mármore, no estilo greco-persa, provavelmente construído por artesãos jônios antes de 500 a.C. O mármore deste templo está reduzido atualmente a uns poucos fragmentos, devido aos saques ao longo da história.
Durante o período helenístico o santuário foi ampliado, a partir da base do pódio e se estendendo ao longo do vale. Em direção à base oriental do pódio estava uma grande capela, com 10,5 por 11,5 metros de área, que data do século IV a.C. A capela tinha uma piscina e um grande trono de pedra esculpido a partir de um único bloco de granito no estilo egípcio; ao lado do trono estavam duas esfinges, cercadas por duas esculturas de leão. O trono, atribuído à deusa sidônia Astarte (Ashtart), está apoiado contra a parede da capela, que estava decorada por esculturas em relevo de cenas de caça. A piscina dedicada a Astarte perdeu sua função por volta do século II d.C., e foi preenchida com entulho e fragmentos de estátua. A base ocidental do pódio também tem outra capela do século IV a.C., em cujo centro havia uma coluna com um capitel em forma de touro, conservada atualmente no Museu Nacional de Beirute.
Conhecido como "Tribuna de Eshmun" devido ao seu formato, o altar de Eshmun é uma estrutura de mármore branco que data do século IV. Tem 2,15 metros de comprimento e 2,26 metros de largura, com 2,17 de altura. Desenterrada em 1963 por Maurice Dunand, ela se encontra sobre um soco de calcário coberto por blocos de mármore, e apoiado contra a parede. O altar está decorado com esculturas helenísticas em relevo, e é envolto por molduras decorativas, uma das quais divide o altar em dois registros distintos de composição simétrica. O registro superior retrata 18 divindades gregas, incluindo duas figuras sobre carros de combate em volta do deus grego Apolo, retratado enquanto toca uma cítara. O registro inferior mostra Dioniso conduzindo seu thiasos (seu séquito, em êxtase), dançando ao som das flautas e cítaras tocadas pelos músicos. A Tribuna está em exposição no Museu Nacional de Beirute.

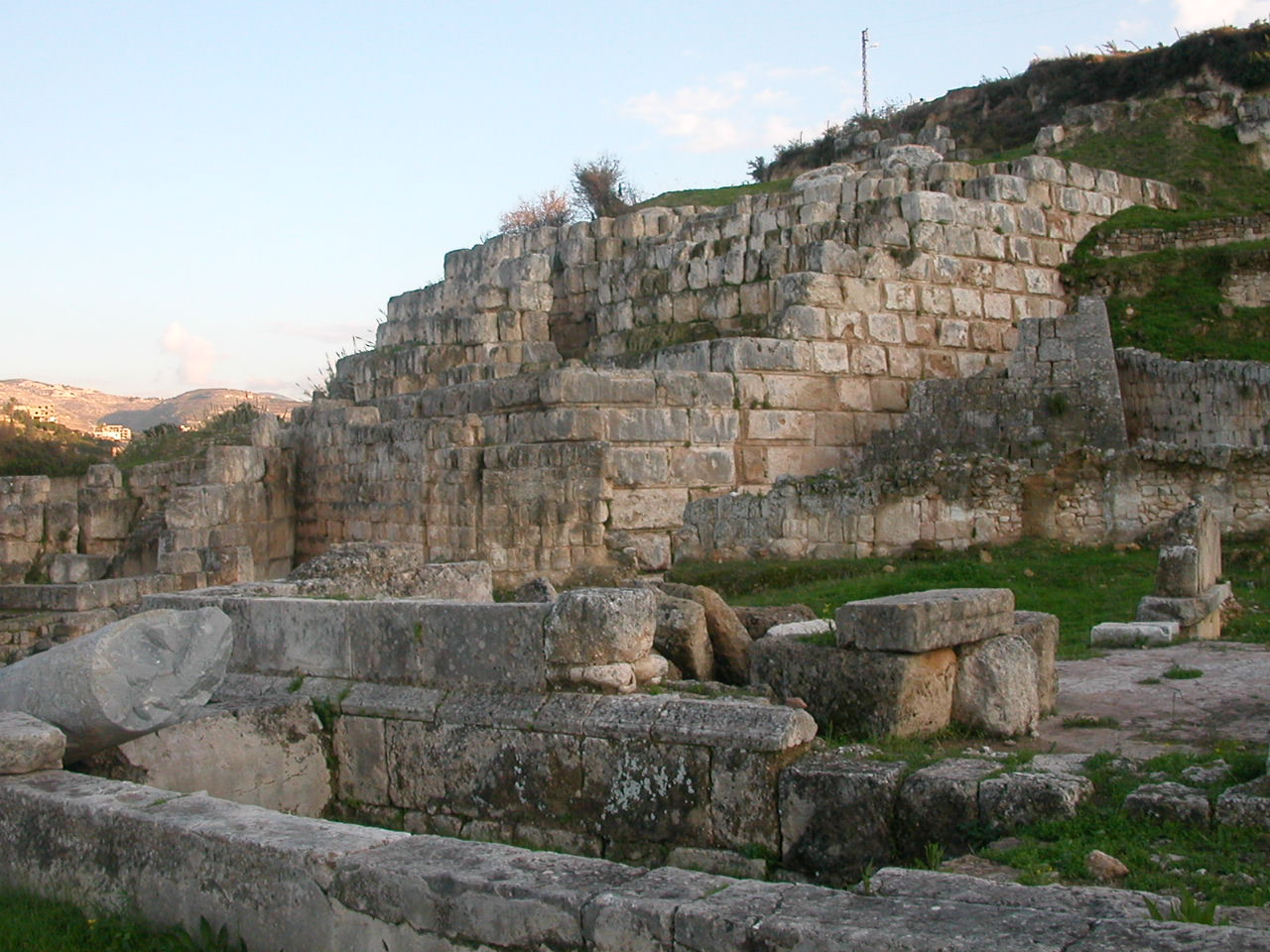
O pódio de silhar do Templo de Eshmun, Bustam el-Xeique (próximo a Sidom)

A nordeste do sítio, outro templo do século III a.C. se ergue, adjacente à capela de Astarte. Sua fachada, com 22 metros, foi construída com grandes blocos de calcário e apresenta uma decoração em relevos de dois registros, que ilustra um bacanal em homenagem a Dioniso, o deus grego do vinho. Entre os relevos do templo, um mostra um homem que tenta capturar um grande galo, animal comumente sacrificado para Eshmun-Asclépio.
O complexo do Templo de Eshmum engloba uma elaborada instalação hidráulica que traz água da fonte conhecida na época como "Ydll", por meio de um intricado sistema de canais, uma série de reservatórios, piscinas sagradas para abluções e piscinas. Este sistema demonstra a importância dos banhos rituais nos cultos terapêuticos fenícios.
Os últimos vestígios datam do período romano, e incluem uma rua ao longo da qual estão dispostas colunas e estabelecimentos comerciais. Destas grandes colunas ao longo da rua romana sobraram apenas fragmentos e suas bases. Os romanos também construíram uma escadaria monumental, adornada com padrões de mosaicos, que leva ao topo do pódio. À direita da estrada romana, próximo à entrada do sítio, está um ninfeu com nichos onde estátuas das ninfas eram colocadas. O piso do recinto está coberto por um mosaico que mostra as mênades. Diante das colunas, do outro lado da estrada e de frente para o ninfeu, estão as ruínas de uma villa romana; apenas o pátio da villa sobreviveu, juntamente com os restos de um mosaico que mostra as quatro estações. À direita da escadaria romana está um altar cúbico, também construído pelos romanos. Entre outras estruturas do mesmo período estão duas colunas de um grande pórtico que levava às piscinas e outros aposentos relacionados ao culto.

## Função
O culto de Eshmun gozava de uma importância especial em Sidom, já que ele passou a ser a principal divindade após 500 a.C. Além do santuário extra-muros em Bustam el-Xeique, Eshmun também tinha um templo dentro das muralhas da cidade. O Templo de Eshmun estava associado com a purificação e a cura; abluções rituais eram executadas nas banheiras sagradas do santuário, abastecidas com água corrente vinda do rio Asclépio e da fonte de "Ydll", que se acreditava ter propriedades sagradas e terapêuticas.  As propriedades de cura de Eshmun eram combinadas com os poderes fertilizadores de sua consorte divina, Astarte; esta tinha uma capela ao lado do templo, com uma piscina sagrada dentro do próprio santuário de Eshmun. Peregrinos de todo o mundo antigo se dirigiam para o templo, deixando ali evidências votivos de sua devoção e a prova de sua cura. Existem evidências de que a partir do século III a.C. em diante existiram tentativas de se helenizar o culto de Eshmun, e associá-lo ao seu equivalente grego, Asclépio, porém o santuário continuou a ter sua função de cura.

## Artefatos e descobertas

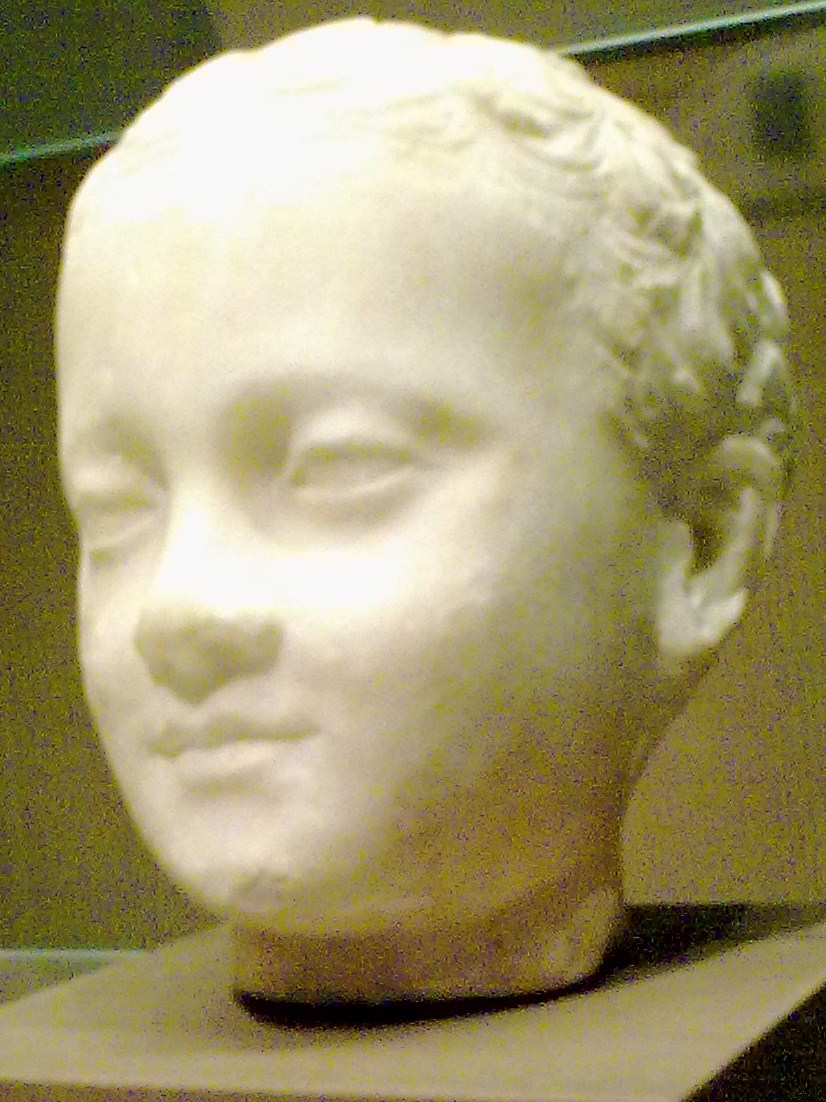
Oferenda votiva de mármore em forma de cabeça de criança descoberta no sítio arqueológico do Templo de Eshmun; coleção do Museu Nacional de Beirute, início do século IV a.C.

Além dos grandes elementos decorativos, frisos esculpidos e mosaicos que foram deixados in situ, diversos artefatos foram recuperados e transportados do Templo de Eshmun para o Museu Nacional de Beirute, o Louvre, ou estão em posse do diretório geral de antiguidades libanês. Entre algumas destas pequenas descobertas estão uma coleção de óstracos escavadas por Dunand, que forneceram exemplos raros da escrita cursiva fenícia na chamada Fenícia continental (isto é, não incluindo a variante púnica do fenício). Um dos óstracos descobertos traz o nome fenício teofórico "grtnt", que sugere que a deusa lunar Tanit era cultuada em Sidom.
Fragmentos de diversas esculturas votivas em tamanho real de pequenas crianças deitadas e segurando animais de estimação ou pequenos objetos também foram encontradas no sítio do templo; entre as mais conhecidas está a escultura de uma criança de origem real segurando uma pomba com sua mão direita; a cabeça do garoto está raspada, seu torso está nu e a parte inferior de seu corpo está envolta num grande pano. No soco da escultura há uma inscrição com uma dedicatória de Baalshillem, filho de um rei sidônio, a Eshmun, e que ilustra a importância que o local tinha para a monarquia sidônia. Estas esculturas votivas parecem ter sido quebradas de propósito após serem dedicadas a Eshmun, e então arremessadas, durante alguma espécie de cerimônia, no canal sagrado, provavelmente simulando o sacrifício da criança doente. Todas as esculturas representam meninos. Um busto em calcário de 31,5 por 27 centímetros de um kouros, que data do século VI a.C., foi descoberto no local, porém ao contrário de seus equivalentes arcaicos gregos, este indivíduo não foi retratado nu.
Uma das descobertas célebres foi uma placa dourada que mostra uma cobra em torno de um bastão, um símbolo helênico de Eshmun-Asclépio, e um altar de granito com o nome do faraó egípcio Acoris. Este presente evidenciaria as boas relações entre o faraó e os reis de Sidom.
A reputação do santuário era conhecida em locais distantes. Peregrinos cipriotas de Pafos deixaram marcas de sua devoção a Astarte numa estela de mármore com inscrições em grego e no silabário cipriota no santuário da deusa; esta estela se encontra atualmente em custódia do diretório geral de antiguidades libanês.